# Diocesi di Huesca

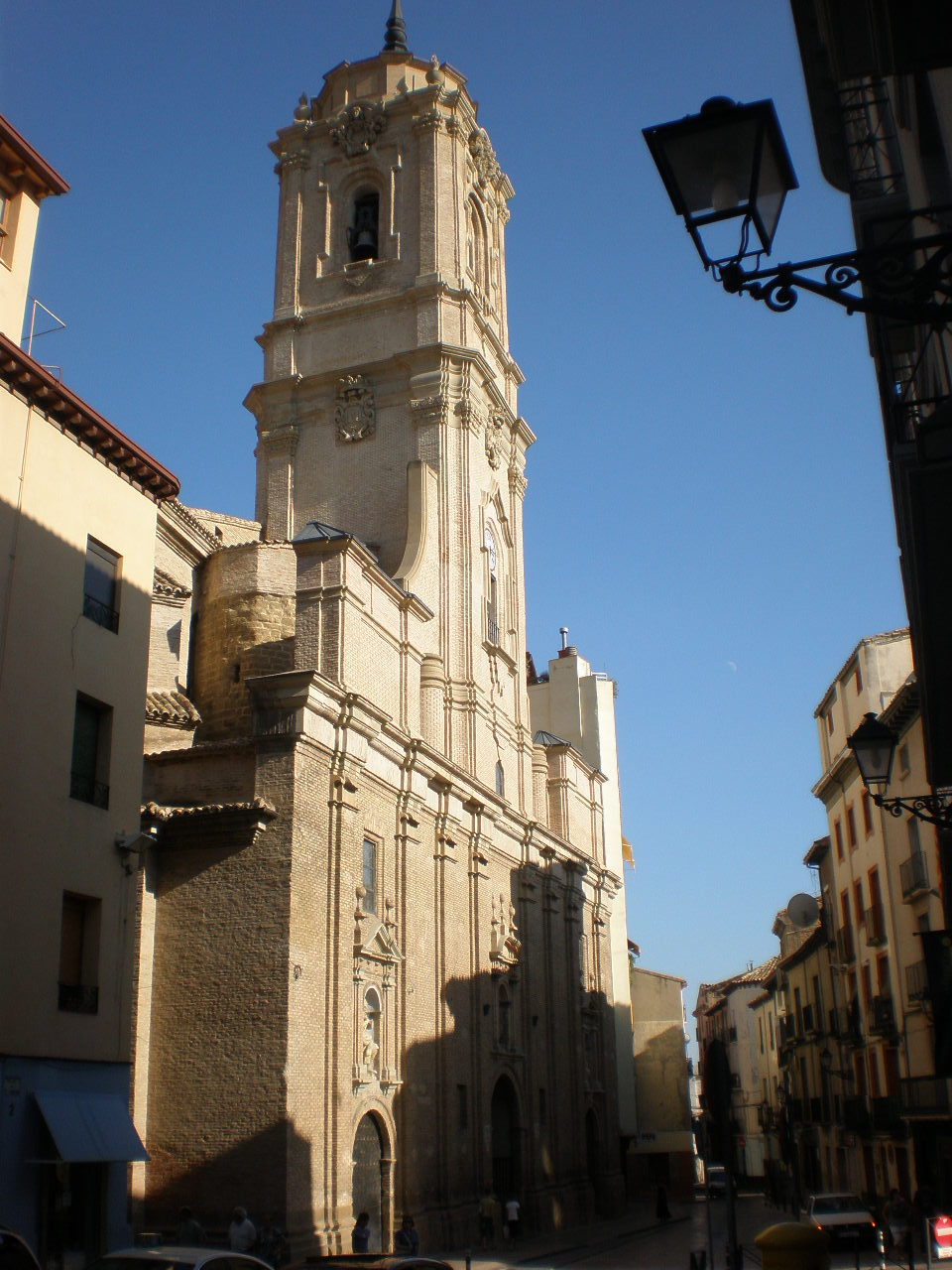
La basilica minore di San Lorenzo a Huesca.

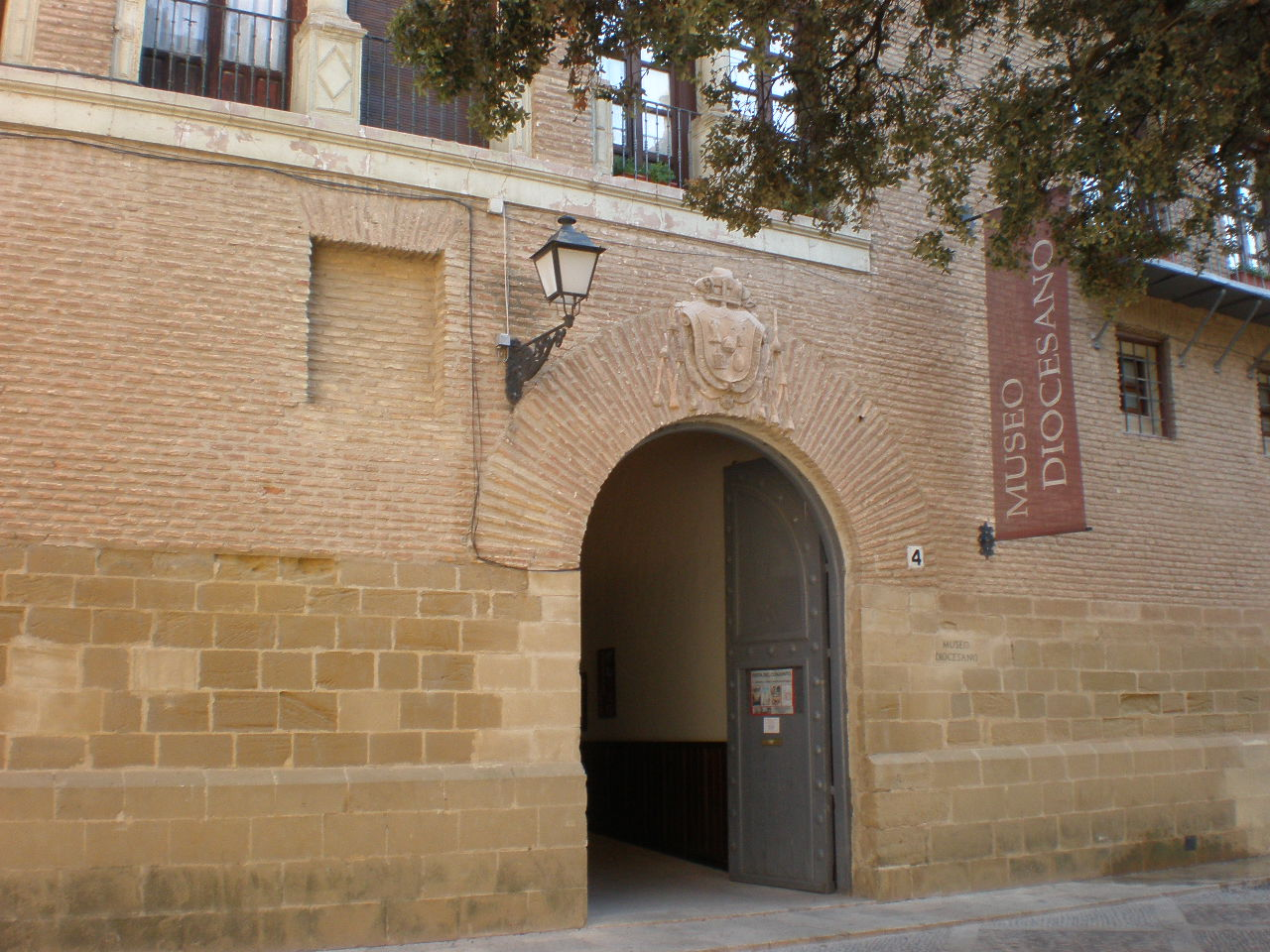
L'entrata del museo diocesano di Huesca.

La diocesi di Huesca (in latino Dioecesis Oscensis) è una sede della Chiesa cattolica in Spagna suffraganea dell'arcidiocesi di Saragozza. Nel 2023 contava 80.414 battezzati su 85.546 abitanti. È retta dal vescovo Pedro Aguado Cuesta, Sch. P.

## Territorio
La diocesi comprende tre zone della provincia di Huesca, nell'Aragona, Spagna: Montaña, Somontano e Monegros.
Sede vescovile è la città di Huesca, dove si trova la cattedrale di Nostra Signora di Montserrat. Nella stessa città sorge anche la basilica minore di San Lorenzo.
Il territorio si estende su 4.728 km² ed è suddiviso in 210 parrocchie, raggruppate in 6 arcipresbiterati, che sono indicati con i colori in parentesi nella mappa a destra: Almudévar (violetto), Ayerbe (rosso), Huesca (giallo), Monegros (arancione), Sesa-Berbegal (verde) e Semontano-Sobrarbe (azzurro).

## Storia

### Epoca antica e visigota
Ignote sono le origini della diocesi di Huesca, nella provincia romana della Tarraconense, suffraganea dell'arcidiocesi di Tarragona. Il primo vescovo storicamente documentato è menzionato in una delle nuove lettere attribuite al corpus delle lettere di sant'Agostino e datata tra il 419 e il 421, cosa che potrebbe far risalire la nascita della diocesi fino al IV secolo. Non si conoscono altri vescovi di Huesca fino alla prima metà del VI secolo, con il vescovo Elpidio, che successivamente alla celebrazione del concilio di Toledo del 17 maggio 531 ne sottoscrisse gli atti assieme ai suoi tre fratelli vescovi, Nebridio di Egara, Giusto di Urgell e Giustiniano di Valencia.
Fu durante l'episcopato di Elpidio che san Vittorino fondò verso il 522 il monastero di San Martín d'Asán nei pressi di questa città. Probabilmente è in questo monastero che i vescovi avevano la loro sede; di certo, almeno due monaci furono eletti vescovi di Huesca: Vincenzo, di cui è noto il testamento, redatto verso il 576, e Audeberto, che, come abate, rappresentò il vescovo Gadisclo al concilio del 683, e come vescovo prese parte a quello del 693.

### L'Alto Medioevo e i vescovi di Aragona
Tra il 714 e il 720 Huesca subì l'invasione musulmana e ignote sono le sorti della diocesi. Altrove nella penisola iberica si hanno notizie della sopravvivenza delle diocesi e perciò non ci sono motivi per supporre che quella di Huesca sia scomparsa completamente, ma non sono noti nomi di vescovi. Nella vita di Sant'Urbez si menzionano due vescovi vissuti a cavallo tra VIII e IX secolo, Nitidio e Frontiniano, che tuttavia non tutti gli autori ammettono nella cronotassi di Huesca. In quest'epoca si diffuse nel territorio la vita eremitica, i cui principali rappresentanti furono, oltre a sant'Urbez, i santi Voto e Felice.
Nella prima metà del IX secolo furono liberate dalla dominazione araba le contee di Sobrarbe e di Aragona, che in seguito (921) passarono sotto il controllo dei re di Navarra come stati vassalli e sotto la giurisdizione dei vescovi di Pamplona. Il vescovo Galindo di Pamplona (922-928) organizzò dal punto di vista ecclesiastico il territorio del regno di Navarra e dei suoi vassalli, creando 4 nuove diocesi: per la contea d'Aragona consacrò vescovo Ferriolo, che pose la sua sede nel monastero pirenaico di Sant'Adriano di Sasabe. Di questa sede sono noti i nomi di una decina di vescovi, documentati come vescovi Sasauensis oppure Aragonensis.
Verso la metà dell'XI secolo il conte aragonese Sancho Ramírez si proclamò re di Aragona e fece di Jaca la sua capitale, ed è in questa città che i vescovi aragonesi di Sasabe trasferirono la loro residenza nel 1076. Da questo momento i vescovi sono noti con il doppio titolo di "vescovi d'Aragona" o "vescovi di Jaca".

### Sede di Huesca e Jaca
Il 19 novembre 1096 Huesca fu riconquistata dal re Pietro I d'Aragona (1094-1104), che ne fece la nuova capitale del suo regno. Nell'ottobre del 1097 il vescovo Pedro di Jaca trasferì la sede della diocesi aragonese a Huesca, restaurando così l'antica sede visigota. La grande moschea della città fu trasformata nella nuova cattedrale diocesana. L'11 maggio 1098 papa Urbano II confermò la restaurazione della diocesi di Huesca con la bolla Miserationibus Domini. Tuttavia la sede di Jaca non fu completamente soppressa, poiché mantenne la propria cattedrale e il capitolo dei canonici. Da questo momento la diocesi ebbe il doppio nome di "diocesi di Huesca e Jaca".
Un lungo contenzioso per motivi di confini contrappose i vescovi di Huesca e Jaca a quelli di Roda-Barbastro, che nel 1149 avevano trasferito la loro sede a Lérida. Una sentenza di papa Innocenzo III nel 1203 risolse definitivamente la questione assegnando ai vescovi di Huesca e Jaca i territori aragonesi della diocesi Roda-Barbastro, ossia la zona situata tra i fiumi Alcanadre e Cinca, compresa la città di Barbastro e il priorato di Alquézar.
Il 14 giugno 1318 la diocesi entrò a far parte della provincia ecclesiastica di Saragozza.
Nel corso del XIV secolo la diocesi ebbe una lunga serie di vescovi, una quindicina, tutti di nomina pontificia, che restarono poco tempo a Huesca, considerata una sede di poca importanza, e trampolino di lancio per sedi vescovili più prestigiose.
Invece nel corso del XV secolo i vescovi di Huesca e Jaca furono solo 8. Tra questi si nota in particolare il vescovo Juan de Aragón, vescovo per oltre 40 anni (1484-1526). Durante il suo lungo episcopato, fu ultimata la costruzione della cattedrale. A causa dell'età avanzata di Juan de Aragón, furono inopinatamente nominati due vescovi coadiutori Alonso de So de Castro e Felipe de Urriés, i quali pretesero entrambi di succedere a Juan de Aragón, quando questi morì il 12 dicembre 1526. Ne sortì un piccolo scisma, durante il quale i partigiani dei due contendenti si contrapposero anche con le armi. Alonso de So de Castro morì a Napoli il 12 ottobre 1527, ma il capitolo dei canonici negò a Felipe de Urriés la presa di possesso della diocesi. Ne seguì una sede vacante di 7 anni, fino alla nomina di Martín de Gurrea.

### Sede di Huesca
Il re Filippo II, temendo l'avanzata del protestantesimo in Spagna attraverso i Pirenei, propose al papa di dividere l'estesa diocesi di Huesca e Jaca in più diocesi. Con la bolla Cum ad hoc del 18 giugno 1571, papa Pio V separò le sedi di Huesca e di Jaca, creando per quest'ultima una diocesi indipendente; inoltre Huesca cedette una porzione di territorio a vantaggio dell'erezione della diocesi di Barbastro.
I vescovi degli ultimi decenni del XVI secolo misero in atto diverse iniziative per attuare i decreti di riforma del concilio di Trento e per fermare qualsiasi tentativo di predicazione da parte dei protestanti, provenienti soprattutto dalla regione francese del Béarn: insistettero più volte perché in ogni parrocchia fossero tenuti i registri parrocchiali; favorirono riunioni frequenti di sinodi diocesani e le visite pastorali; presero misure per contrastare il potere del capitolo della cattedrale, che in passato aveva spesso divaricato quello dei vescovi; incoraggiarono le predicazioni al popolo; venne aperto il seminario diocesano nel 1580; nel 1584 il messale e il breviario romano sostituirono i libri precedenti in uso nella diocesi; fu pubblicato un catechismo nel 1594.
Dal 1534 al 1686 i vescovi furono esclusivamente aragonesi; successivamente, soprattutto dopo il 1707 il re scelse prevalentemente vescovi castigliani.
Durante le guerre napoleoniche, alla morte del vescovo Joaquín Sánchez Cutanda nel 1809, il governo di Giuseppe Bonaparte nominò a succedergli Miguel de Santander, ausiliare di Saragozza, che prese possesso della diocesi il 17 febbraio 1810. Con la fine dell'occupazione francese, Miguel de Santander fuggì in Francia nel giugno del 1813.
Con il concordato del 1851 la diocesi acquisì la giurisdizione sull'Ordine di San Giovanni di Gerusalemme e sull'abbazia di Montearagón e San Victorián; queste decisioni tuttavia ebbero effetto solo dopo un decreto reale del 1917.
La diocesi soffrì molto a causa dell'anticlericalismo, che imperversò in Spagna nel corso del XIX secolo. Il vescovo Basilio Gil Bueno fu espulso dalla città nel 1868, si rifugiò a Saragozza e poté rientrare nella sua diocesi nel settembre dell'anno successivo. Prese parte al concilio Vaticano I a Roma, dove morì il 12 febbraio 1870.
Il 2 settembre 1955, facendo seguito al concordato del 1953 che stabiliva di far coincidere i limiti delle diocesi con quelli delle province civili, furono rivisti i confini con le diocesi vicine: la diocesi di Huesca cedette l'arcipresbiterato di Broto alla diocesi di Jaca, ma acquisì quello di Berbegal dalla diocesi di Lérida e la parrocchia di Eres dalla stessa Jaca. Nello stesso tempo la parrocchia di Santa Engracia, che fin dal Medioevo faceva parte della diocesi di Huesca pur trovandosi nel centro di Saragozza, passò all'arcidiocesi di Saragozza.
Dal 23 ottobre 2003 è unita in persona episcopi alla diocesi di Jaca.

## Cronotassi dei vescovi
Si omettono i periodi di sede vacante non superiori ai 2 anni o non storicamente accertati.

### Vescovi di Osca
- Siagrio † (menzionato nel 419/421)[3]
- Elpidio † (menzionato dopo il 17 maggio 531)[4]
- Vicente † (menzionato nel 576 circa)
- Gabino † (prima del 589 - dopo il 592)
- Pompeyano † (menzionato nel 614)
- Ordulfo † (prima del 633 - dopo il 638)
- Eusebio † (menzionato nel 653)
- Gadisclo † (menzionato nel 683)
- Audeberto † (menzionato nel 693)
- Nitidio † (fine dell'VIII secolo)
- Frontiniano † (inizio del IX secolo)
  - Sede vacante
  - Vescovi aragonesi con sede a Sasabe e a Jaca

### Vescovi di Huesca e Jaca
- Pedro † (1097 - aprile 1099 deceduto)
- Esteban † (novembre 1099 - 1130 deceduto)
- Arnaldo † (agosto 1130 - 19 luglio 1134 deceduto)
- Dodón † (4 agosto 1134 - 1160)
- Martín † (menzionato nel 1162)
- Esteban de San Martín † (1165 - 1182)
- Jacob † (1182 - novembre 1187 deceduto)
- Ricardo † (novembre 1187 - 9 agosto 1201)
- García de Gúdal † (1º dicembre 1201 - 6 luglio 1236 dimesso)
- Vidal de Canellas † (1237 - 1252 deceduto)
- Domingo de Sola † (aprile 1253 - 1º marzo 1269 deceduto)
- García Pérez de Zuazo † (1271 - 1273 deceduto)
- Jaime Sarroca, O. de M. † (1273 o 1286 - gennaio 1289 deceduto)
- Ademaro, O.P. † (19 marzo 1290 - 30 giugno 1300 deceduto)
- Martín López de Azlor † (24 luglio 1300 - 29 marzo 1313 deceduto)
- Martín Oscabio, O.F.M. † (1313 - 25 agosto 1324 deceduto)
- Gastón de Montcada † (14 novembre 1324 - 5 dicembre 1328 nominato vescovo di Gerona)
- Pedro de Urrea † (5 dicembre 1328 - 5 marzo 1337 deceduto)
- Bernardo Oliver, O.E.S.A. † (1º ottobre 1337 - 12 gennaio 1345 nominato vescovo di Barcellona)
- Gonzalo Zapata † (12 gennaio 1345 - circa 1348 deceduto)
- Pedro Glascario † (3 dicembre 1348 - 30 ottobre 1357 nominato arcivescovo di Tarragona)
- Guillermo de Torrellas † (24 novembre 1357 - 18 giugno 1361 nominato vescovo di Barcellona)
- Bernardo Folcaut † (11 marzo 1362 - 24 gennaio 1364 nominato vescovo di Pamplona)
- Jimeno Sánchez de Ribabellosa † (24 aprile 1364 - 19 dicembre 1368 deceduto)
- Juan Martínez † (3 marzo 1369 - 1372 ?)
- Fernando Pérez Muñoz † (15 ottobre 1372 - 18 gennaio 1383 deceduto)
- Berenguer de Anglesola † (1383 - 14 dicembre 1384 nominato vescovo di Gerona)
- Francisco Riquer, O.F.M. † (19 dicembre 1384 - 9 settembre 1393 nominato vescovo di Vic)
- Juan de Bafes † (9 settembre 1393 - 17 agosto 1403 nominato vescovo di Lérida)
- Juan de Tauste, O.F.M. † (16 agosto 1403 - 5 maggio 1410 nominato vescovo di Segorbe-Albarracín)
- Domingo Ram y Lanaja † (5 maggio 1410 - 13 novembre 1415 nominato vescovo di Lérida)
- Avignone Nicolai, O.P. † (13 novembre 1415 - 14 marzo 1421 nominato vescovo di Saint-Pons-de-Thomières)
- Hugo de Urriés † (6 novembre 1420 - 21 febbraio 1443 deceduto)
- Guillermo de Siscar † (22 marzo 1443 - dicembre 1457 deceduto)
- Guillermo Ponz de Fenollet † (30 giugno 1458 - 24 dicembre 1465 deceduto)
- Antonio de Espés † (29 gennaio 1470 - 15 maggio 1483 deceduto)
- Juan de Aragón y Navarra † (1º ottobre 1484 - 12 dicembre 1526 deceduto)
- Alonso de So de Castro y Pinós † (27 marzo 1527 - 12 ottobre 1527 deceduto)
  - Lorenzo Campeggi † (2 settembre 1530 - 2 ottobre 1532 dimesso) (amministratore apostolico)
  - Girolamo Doria † (2 ottobre 1532 - 8 maggio 1533 nominato amministratore apostolico di Tarragona) (amministratore apostolico)
- Martín de Gurrea † (8 giugno 1534 - 22 novembre 1544 deceduto)
- Pedro Agustín y Albanell † (8 giugno 1545 - 26 febbraio 1572 deceduto)

### Vescovi di Huesca
- Diego Arnedo † (17 ottobre 1572 - 30 settembre 1574 deceduto)
  - Sede vacante (1574-1577)
- Pedro del Frago Garcés † (11 settembre 1577 - 2 febbraio 1584 deceduto)
- Martín Cleriguech Caucer † (28 maggio 1584 - 19 novembre 1593 deceduto)
- Diego Monreal † (14 febbraio 1594 - 31 luglio 1607 deceduto)
- Berenguer Bardaxi Alagón y Espés, O.F.M. † (27 febbraio 1608 - 20 dicembre 1615 deceduto)
- Juan Moriz Salazar † (5 settembre 1616 - 1º gennaio 1628 deceduto)
- Francisco Navarro de Eugui † (29 maggio 1628 - 1º gennaio 1641 deceduto)
- Esteban de Esmir † (5 gennaio 1641 succeduto - 21 febbraio 1654 deceduto)
- Fernando de Sada y Azcona † (27 luglio 1654 - 5 marzo 1670 deceduto)
- Bartolomé de Fontcalda † (17 novembre 1670 - 27 febbraio 1674 deceduto)
  - Sede vacante (1674-1677)
- Ramón de Azlor y Berbegal † (12 luglio 1677 - 7 settembre 1685 deceduto)
- Pedro de Gregorio y Antillón † (30 settembre 1686 - 8 agosto 1707 deceduto)
- Francisco de Paula Garcés Marcilla, O.M. † (24 settembre 1708 - 14 luglio 1713 deceduto)
- Pedro Gregorio Padilla † (17 settembre 1714 - 24 ottobre 1734 deceduto)
- Lucas Cuartas Oviedo † (27 luglio 1735 - 1º dicembre 1736 deceduto)
- Plácido Bailés Padilla, O.S.A. † (3 marzo 1738 - 26 novembre 1742 nominato vescovo di Plasencia)
- Antonio Sánchez Sardinero † (11 marzo 1743 - 5 maggio 1775 deceduto)
- Pascual López Estaún † (15 aprile 1776 - 10 ottobre 1789 deceduto)
- Cayetano Peña Granada † (21 giugno 1790 - 15 ottobre 1792 deceduto)
- Juan Francisco Armada Araujo † (17 giugno 1793 - 3 aprile 1797 deceduto)
- Joaquín Sánchez Cutanda † (18 dicembre 1797 - 28 febbraio 1809 deceduto)
  - Sede vacante (1809-1815)
- Eduardo María Sáenz La Guardia † (4 settembre 1815 - 1º febbraio 1832 deceduto)
- Lorenzo Ramón Lahoz de San Blas, Sch.P. † (15 aprile 1833 - 15 settembre 1845 deceduto)
  - Sede vacante (1845-1851)
- Pedro José Zarandia Endara † (5 settembre 1851 - 24 marzo 1861 deceduto)
- Basilio Gil Bueno † (23 dicembre 1861 - 12 febbraio 1870 deceduto)
  - Sede vacante (1870-1875)
- Honorio María de Onaindía y López † (17 settembre 1875 - 27 dicembre 1886 deceduto)
- Vicente Alda y Sancho † (1º giugno 1888 - 2 dicembre 1895 nominato arcivescovo di Saragozza)
- Mariano Supervía y Lostalé † (2 dicembre 1895 - 15 gennaio 1918 deceduto)[5]
- Zacarías Martínez Núñez, O.S.A. † (4 dicembre 1918 - 14 dicembre 1922 nominato vescovo di Vitoria)
- Mateo Colom y Canals, O.S.A. † (14 dicembre 1922 - 16 dicembre 1933 deceduto)[6]
- Lino Rodrigo Ruesca † (28 gennaio 1935 - 19 maggio 1973 deceduto)
  - Sede vacante (1973-1977)[7]
- Javier Osés Flamarique † (28 febbraio 1977 - 24 agosto 2001 ritirato)
  - Sede vacante (2001-2003)[8]
- Jesús Sanz Montes, O.F.M. (23 ottobre 2003 - 21 novembre 2009 nominato arcivescovo di Oviedo)[9]
- Julián Ruiz Martorell (30 dicembre 2010 - 31 ottobre 2023 nominato vescovo di Sigüenza-Guadalajara)[10]
- Pedro Aguado Cuesta, Sch. P., dal 29 marzo 2025

## Statistiche
La diocesi nel 2023 su una popolazione di 85.546 persone contava 80.414 battezzati, corrispondenti al 94,0% del totale.
| anno | popolazione | popolazione | popolazione | presbiteri | presbiteri | presbiteri | presbiteri                | diaconi | religiosi | religiosi | parrocchie |
| anno | battezzati  | totale      | %           | numero     | secolari   | regolari   | battezzati per presbitero | diaconi | uomini    | donne     | parrocchie |
| ---- | ----------- | ----------- | ----------- | ---------- | ---------- | ---------- | ------------------------- | ------- | --------- | --------- | ---------- |
| 1950 | 110.000     | 110.000     | 100,0       | 182        | 130        | 52         | 604                       |         | 172       | 612       | 196        |
| 1970 | 84.123      | 84.167      | 99,9        | 181        | 159        | 22         | 464                       |         | 53        | 484       | 189        |
| 1980 | 76.500      | 77.000      | 99,4        | 133        | 113        | 20         | 575                       |         | 43        | 339       | 197        |
| 1990 | 82.500      | 83.500      | 98,8        | 119        | 99         | 20         | 693                       |         | 39        | 260       | 210        |
| 1999 | 78.500      | 79.500      | 98,7        | 107        | 90         | 17         | 733                       |         | 32        | 193       | 210        |
| 2000 | 78.500      | 79.500      | 98,7        | 106        | 89         | 17         | 740                       |         | 32        | 190       | 200        |
| 2001 | 76.000      | 77.000      | 98,7        | 108        | 89         | 19         | 703                       |         | 30        | 184       | 200        |
| 2002 | 78.000      | 79.000      | 98,7        | 101        | 86         | 15         | 772                       |         | 30        | 190       | 200        |
| 2003 | 78.000      | 79.000      | 98,7        | 102        | 84         | 18         | 764                       |         | 36        | 190       | 200        |
| 2004 | 78.000      | 79.000      | 98,7        | 100        | 82         | 18         | 780                       |         | 34        | 180       | 200        |
| 2006 | 78.600      | 79.600      | 98,7        | 97         | 79         | 18         | 810                       |         | 34        | 178       | 210        |
| 2013 | 85.000      | 85.549      | 99,4        | 90         | 73         | 17         | 944                       |         | 23        | 220       | 211        |
| 2016 | 83.100      | 84.183      | 98,7        | 87         | 69         | 18         | 955                       |         | 25        | 176       | 211        |
| 2019 | 78.136      | 84.018      | 93,0        | 80         | 62         | 18         | 976                       |         | 24        | 161       | 210        |
| 2021 | 79.177      | 84.230      | 94,0        | 69         | 62         | 7          | 1.147                     |         | 15        | 153       | 210        |
| 2023 | 80.414      | 85.546      | 94,0        | 64         | 55         | 9          | 1.256                     |         | 16        | 132       | 210        |